# Nausinoe ejectata
Nausinoe ejectata is een vlinder van de familie van de grasmotten (Crambidae), uit de onderfamilie van de Spilomelinae. De wetenschappelijke naam van deze soort is voor het eerst voorgesteld als Phalaena ejectata door Johan Christian Fabricius in een publicatie uit 1775.
De soort komt voor in India.